# Ritkaföldfémek
A ritkaföldfémek a periódusos rendszer elemeinek egy sajátos csoportját alkotják. A lantanoidák 15 elemből álló csoportját a szkandiummal és az ittriummal kiegészítve együtt nevezik ritkaföldfémeknek. Utóbbi kettőt azért sorolják ebbe a csoportba, mert jellemzően ugyanazokban az ércekben fordulnak elő, mint a lantanoidák, és hasonlóak a kémiai tulajdonságaik is.
Nevükkel ellentétben (a radioaktív prométium kivételével) viszonylag nagy mennyiségben fordulnak elő a földkéregben: a cérium például a 25. leggyakoribb elem (68 ppm-es mennyisége a rézéhez hasonló). Geokémiai tulajdonságaik miatt azonban általában elszórtan fordulnak elő, ritkán találhatók meg koncentrált és gazdaságosan kitermelhető ritkaföldfém-ásvány formájában. Ezeknek az ásványoknak a ritkasága miatt kapták nevüket.
Az első ilyen ásvány, amelyet felfedeztek, a gadolinit volt, amely cériumból, ittriumból, vasból, szilíciumból és más elemekből áll. Ezt az ásványt a svédországi Ytterby környékén találták meg, ezért több ritkaföldfém neve is erre a helyre vezethető vissza.

## Tagjai
17 ritkaföldfém elem létezik.
Közéjük tartozik a szkandium és az ittrium valamint a 15 lantanoida.

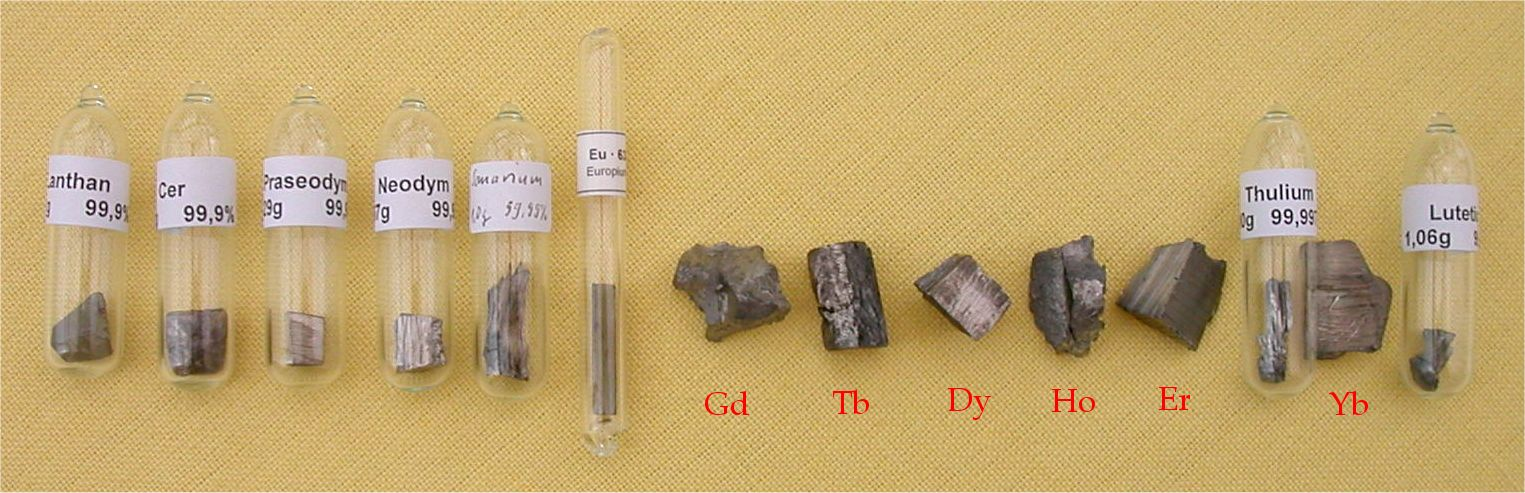
Az összes lantanoida (a radioaktív prométium kivételével)

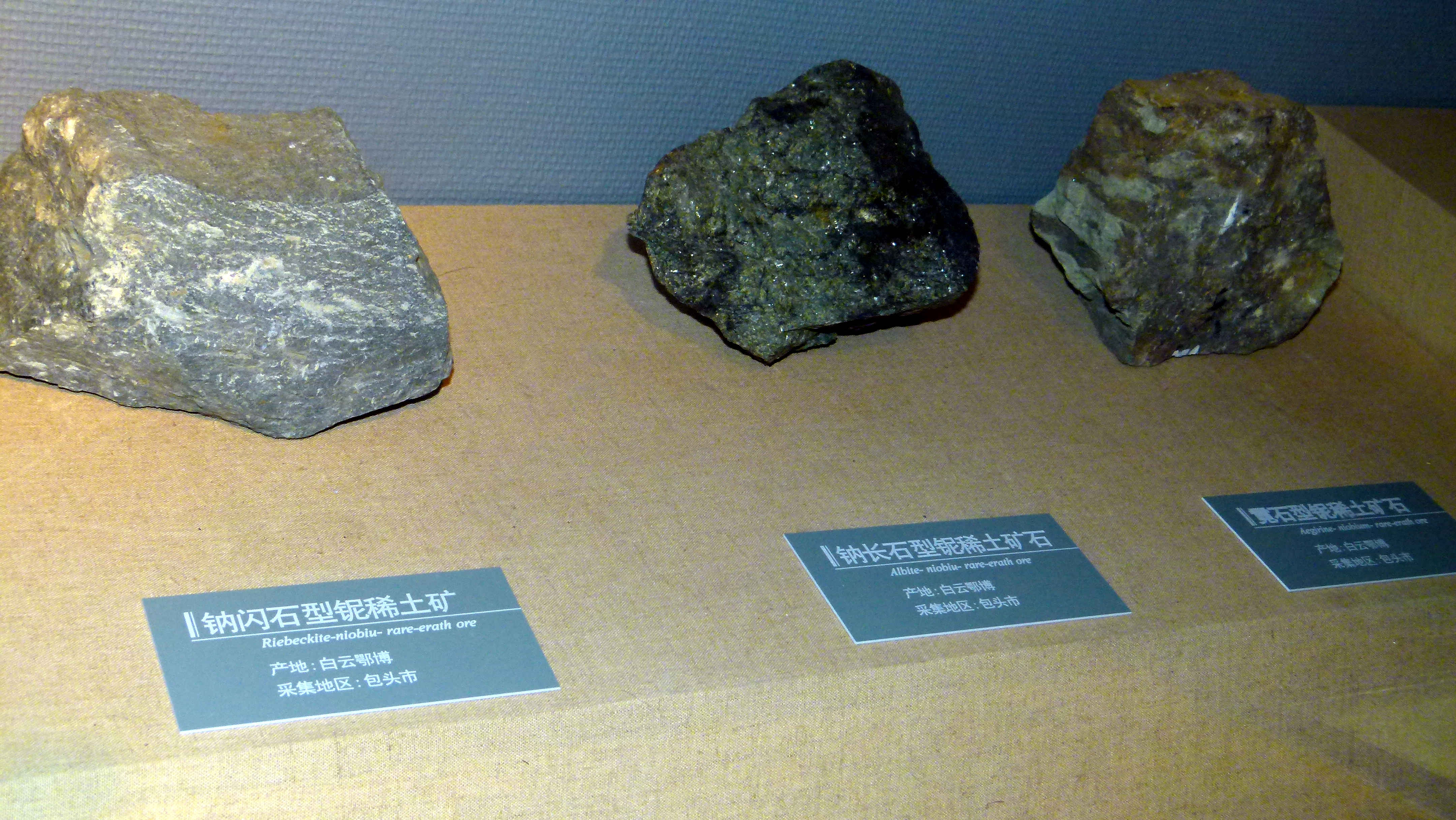
Ritkaföldfém ásványok Baotouból, Geológiai kiállítás Hohhotban, Belső-Mongóliában, Kínában

| Rendszám | Vegyjel | Név          | Felfedezési év | Felfedező                          | Felfedezési hely |
| -------- | ------- | ------------ | -------------- | ---------------------------------- | ---------------- |
| 21       | Sc      | Szkandium    | 1879           | Lars Fredrik Nilson                | Svédország       |
| 39       | Y       | Ittrium      | 1794           | Johan Gadolin                      | Svédország       |
| 57       | La      | Lantán       | 1838           | Carl Gustaf Mosander               | Svédország       |
| 58       | Ce      | Cérium       | 1803           | Jacob Berzelius és mások           | Svédország       |
| 59       | Pr      | Prazeodímium | 1885           | Carl Auer von Welsbach             | Ausztria         |
| 60       | Nd      | Neodímium    | 1885           | Carl Auer von Welsbach             | Ausztria         |
| 61       | Pm      | Prométium    | 1945           | Jacob A. Marinsky                  | USA              |
| 62       | Sm      | Szamárium    | 1879           | Paul Émile Lecoq de Boisbaudran    | Franciaország    |
| 63       | Eu      | Európium     | 1901           | Eugène-Anatole Demarçay            | Franciaország    |
| 64       | Gd      | Gadolínium   | 1880           | Jean Charles Galissard de Marignac | Svédország       |
| 65       | Tb      | Terbium      | 1843           | Carl Gustaf Mosander               | Svédország       |
| 66       | Dy      | Diszprózium  | 1886           | Paul Émile Lecoq de Boisbaudran    | Franciaország    |
| 67       | Ho      | Holmium      | 1878           | Jacques-Louis Soret és mások       | Svédország       |
| 68       | Er      | Erbium       | 1842           | Carl Gustaf Mosander               | Svédország       |
| 69       | Tm      | Túlium       | 1879           | Per Teodor Cleve                   | Svédország       |
| 70       | Yb      | Itterbium    | 1878           | Jean Charles Galissard de Marignac | Svédország       |
| 71       | Lu      | Lutécium     | 1907           | Georges Urbain és mások            | Franciaország    |

## Könnyű-nehéz osztályozás
A ritkaföldfém-elemek osztályozása ellentmondásos a szerzők között.  A ritkaföldfémek közötti legáltalánosabb megkülönböztetést a rendszámok jelzik. Az alacsony rendszámúakat könnyű ritkaföldfém-elemeknek (LREE), a nagy rendszámúakat nehéz ritkaföldfém-elemeknek (HREE), a közöttük lévőket pedig általában közép vagy közepes ritkaföldfém-elemeknek (MREE) nevezik. Általában az 57–61-es rendszámú elemeket (Lanthanum-Prometium) könnyűnek, míg azokat, amelyekben a rendszám 62 vagy nagyobb, nehéz ritkaföldfémeknek sorolják be.

## Tudományos jelentőségük

### Szerepük a magmás kőzetek vizsgálatában
A ritkaföldfémek sajátos szerepet játszanak a magmás kőzetek kialakulási folyamataiban. Ionrádiuszuk miatt csaknem egységesen a legutoljára kristályosodó és a legelsőként megolvadó komponensben halmozódnak föl. Magmás kőzetek parciális olvadása idején ezért a parciális olvadék mennyiségét, a parciális olvadás fokát a ritkaföldfémek mennyisége alapján lehet meghatározni.

### Szerepük a holdi magmás kőzettanban
Egyedül az európium az, amely ionrádiusza alapján a kalciumot tudja helyettesíteni. Ezért a földpátokban mindig található valamennyi európium is.
A holdi kőzetek ritkaföldfém-tartalmát mérve megfigyelték, hogy a holdi anortozitok egységesen jelentős mértékben földúsultak európiumban a többi ritkaföldfémhez képest. A holdi köpenyből parciális olvadással származtatható bazaltok viszont többnyire jelentős mértékben elszegényedtek európiumban.
Az egységes holdi európium anomália volt az egyik fontos igazolása annak a feltételezésnek, hogy a holdi anortozitos kéreg a korai holdi magma óceánból kivált kőzetcsoport.

### Szerepük az égitestek differenciálódási fokának összehasonlításában

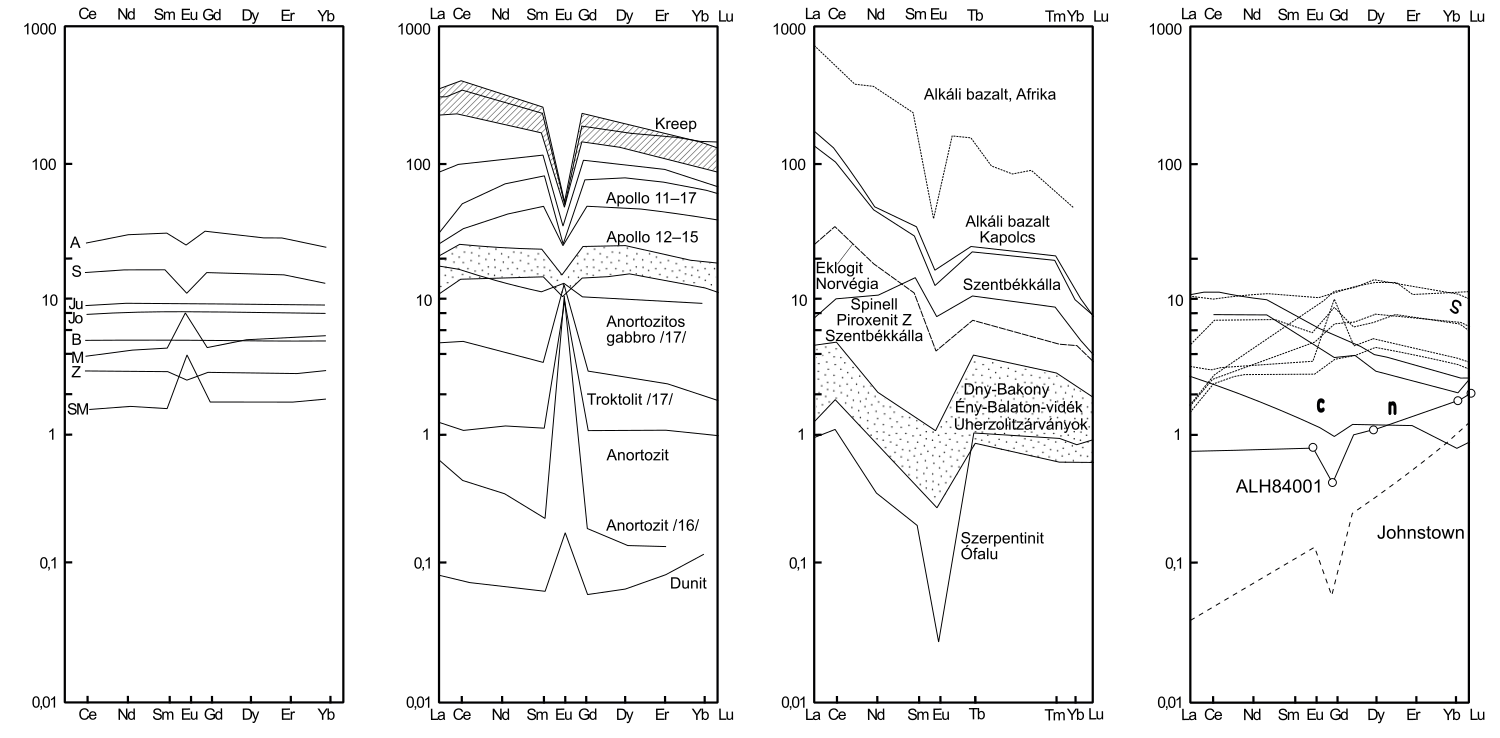
Négy ritkaföldfém (RFF) gyakorisági diagram négy különböző méretű égitestről: a kondritos kisbolygó bazaltjaitól, a Hold kőzeteitől, a Föld néhány kőzetétől (szentbékkállai sorozat) és a Mars néhány meteoritjétől.

Az bolygótestek méretük szerint különböző mértékben alakultak át. A nagyobb méretű kisbolygók már övekre differenciálódtak, ahogyan azt a kondritok fejlődésénél láthatjuk. A kisbolygókat elsősorban a rövid felezési idejű radioaktív elemek melegítették föl. A nagyobb méretű égitestek belső fűtésére a radioaktív elemek nagyobb mennyisége állt rendelkezésre és tömegük is nagyobb. A nagyobb égitestek ezért differenciáltabbak. Mindezt röviden szemlélteti a bolygótestek kőzeteiből vett RFF diagram.
A jobb oldali ábra négy ritkaföldfém (RFF) gyakorisági diagramot mutat be négy különböző méretű égitestről (a méréseket a kondritos értékekre normálják). Balról jobbra a kondritos kisbolygó bazaltjai, a Hold kőzetei, a Föld néhány kőzete (szentbékkállai sorozat) és a Mars néhány meteoritje szerepel a négy oszlopban. A legdifferenciáltabb folyamatok a földi bazaltokat jellemzik, mert egy feltételezett kondritos kezdeti értékről (az 1-es vonal magasságában) parciális olvadással fölfelé is, és lefelé is igen változatos kőzettípusokat hoztak létre. Ezen a diagramon a Mars kőzetei még jobbára az ősi differenciálatlanságot mutatják. Az s-sel jelölt shergottitok RFF gyakorisága a holdi Apolló 12 és 15 bazaltok magasságába esik. Az ALHA 84001 (marsi meteorit) is ősi RFF gyakoriságot mutat.

## Kitermelésük
1948-ig a világ ritkaföldfémeinek nagy részét indiai és brazil telepekről szerezték be. Az 1950-es évekig Dél-Afrika lett a világ egyik ritkaföldfém-forrása, a Nyugat-Fokföld tartományban található Steenkampskraal bánya révén. Az 1960-as évektől az 1980-as évekig a kaliforniai Mountain Pass ritkaföldfém-bánya az Egyesült Államokat a világ egyik vezető kitermelőjévé tette. Az indiai, brazíliai és dél-afrikai lelőhelyek ma is termelnek ritkaföldfém-koncentrátumokat, de ezek ma már jelentéktelenek a kínai kitermelés mértéke mellett.
2017-ben Kína adta a világ ritkaföldfém-kitermelésének 81%-át, főként Belső-Mongóliában történik a bányászatuk. 2017-ben Ausztrália volt a második és egyetlen jelentős kitermelő a világ termelésének 15%-ával. A világ összes nehéz ritkaföldfémje (például a diszprózium) kínai ritkaföldfém-bányákból származik, mint például a Bayan Obo bánya.
A mianmari Kachin állam a világ egyik jelentős ritkaföldfém-forrása. Mianmarban viszont polgárháború van, így a kitermelés és elszállítás akadályozott.
Az ausztráliai Browns Range bánya a 2010-es évek végén fejlesztés alatt áll, és Kínán kívül az első jelentős diszprózium-forrássá válhat.

### 2020-as évek
2021-ben Kína mögött jóval lemaradva csak az USA és Ausztrália kitermelése jelentősebb.
2022-ben Svédországban, 2024-ben Norvégiában fedeztek fel új jelentős ritkaföldfém-lelőhelyet, de ezek kitermelése csak jónéhány év múlva kezdődhet.
2025 tavaszán Kazahsztán minisztériuma bejelentette, hogy felfedezték a ritkaföldfémek egy nagy lelőhelyét, amely a Karaganda régióban található és (előzetes becslések szerint) kb. 1 millió tonna cérumot, lantánt, neodímiumot és ittriumot tartalmaz.
2025-ben a globális ritkaföldfém-bányászati ágazatot várhatóan a következők jellemzik: megnövekedett kereslet, geopolitikai feszültségek, valamint az újrahasznosításra és a diverzifikációra irányuló növekvő figyelem. Míg Kína továbbra is a domináns kitermelő, más országok és régiók, mint például az Egyesült Államok vagy Afrika, fokozzák bányászati erőfeszítéseiket. 
A 2025-ös év várhatóan fordulópont lesz a ritkaföldfém-bányászatban Afrikában. A kontinens termelése jelentős előrelépést tesz afelé, hogy öt éven belül a globális kínálat 10%-át biztosítsa.
| ország               | 2010    | 2011    | 2012    | 2013    | 2014    | 2015    | 2016    | 2017    | 2018    | 2019    | 2020    | 2021           | Készletek (2020) |
| -------------------- | ------- | ------- | ------- | ------- | ------- | ------- | ------- | ------- | ------- | ------- | ------- | -------------- | ---------------- |
| Kína                 | 130 000 | 105 000 | 100 000 | 95 000  | 95 000  | 105 000 | 105 000 | 105 000 | 120 000 | 132 000 | 140 000 | 168 000        | 44 000 000       |
| USA                  | 0       | 0       | 800     | 5500    | 700     | 4100    | 0       | 0       | 18 000  | 26 000  | 39 000  | 42 000         | 1 400 000        |
| Ausztrália           | 0       | 2200    | 3200    | 2000    | 2500    | 10 000  | 14 000  | 20 000  | 21 000  | 21 000  | 21 000  | 24 000 becslés | 4 000 000        |
| Thaiföld             | N. A.   | N. A.   | N. A.   | N. A.   | N. A.   | N. A.   | 800     | 1600    | 1000    | 1800    | 3600    | 8200 becslés   | N. A.            |
| Madagaszkár          | N. A.   | N. A.   | N. A.   | N. A.   | N. A.   | N. A.   | N. A.   | N. A.   | 2000    | 4000    | 2800    | 6800 becslés   | N. A.            |
| India                | 2800    | 2800    | 2900    | 2900    | 3000    | N. A.   | 1700    | 1500    | 2900    | 3000    | 2900    | 2900 becslés   | 6 900 000        |
| Oroszország          | N. A.   | N. A.   | N. A.   | 2500    | 2500    | 2500    | 3000    | 3000    | 2700    | 2700    | 2700    | 2600 becslés   | 21 000 000       |
| Brazília             | 550     | 250     | 140     | 330     | N. A.   | N. A.   | 1100    | 2000    | 1100    | 1000    | 600     | 500            | 21 000 000       |
| Vietnam              | N. A.   | N. A.   | N. A.   | N. A.   | N. A.   | N. A.   | 300     | 100     | 920     | 920     | 700     | 400 becslés    | 22 000 000       |
| Burundi              | N. A.   | N. A.   | N. A.   | N. A.   | N. A.   | N. A.   | N. A.   | N. A.   | 630     | 200     | 300     | 200 becslés    | N. A.            |
| Malaysia             | 30      | 280     | 100     | 180     | 200     | 200     | 300     | 300     | 0       | 0       | 0       | N. A.          | N. A.            |
| Mianmar              | N. A.   | N. A.   | N. A.   | N. A.   | N. A.   | N. A.   | N. A.   | N. A.   | 19 000  | 25 000  | 31 000  | N. A.          | N. A.            |
| Kanada               | N. A.   | N. A.   | N. A.   | N. A.   | N. A.   | N. A.   | N. A.   | N. A.   | N. A.   | N. A.   | N. A.   | 0              | 830 000          |
| Grönland             | N. A.   | N. A.   | N. A.   | N. A.   | N. A.   | N. A.   | N. A.   | N. A.   | N. A.   | N. A.   | N. A.   | 0              | 1 500 000        |
| Dél-Afrika           | N. A.   | N. A.   | N. A.   | N. A.   | N. A.   | N. A.   | N. A.   | N. A.   | N. A.   | N. A.   | N. A.   | 0              | 790 000          |
| Tanzánia             | N. A.   | N. A.   | N. A.   | N. A.   | N. A.   | N. A.   | N. A.   | N. A.   | N. A.   | N. A.   | N. A.   | 0              | 890 000          |
| Más országok         | N. A.   | N. A.   | N. A.   | N. A.   | N. A.   | N. A.   | N. A.   | N. A.   | 60      | 66      | 100     | 60             | 280 000          |
| Összesen (kerekítve) | 133 000 | 111 000 | 110 000 | 111 000 | 110 000 | 124 000 | 126 000 | 130 000 | 190 000 | 220 000 | 240 000 | 290 000        | 120 000 000      |

## Gazdasági szerepük
A ritkaföldfémek szerepe a gazdaságban a tiszta energiára történő átállás miatt (elektromos autók, szélturbinák stb.) egyre növekszik.
A high-tech ipari termékekben, a rádióelektronikában, a műszergyártásban, a nukleáris technológiában, a gépészetben, a vegyiparban, a kohászatban is használják. A ritkaföldfémek és vegyületeik nagy jelentőséget kaptak a vegyiparban, például a pigmentek, lakkok és festékek gyártásában , valamint az olajiparban katalizátorként. Egyes robbanóanyagok, speciális acélok és ötvözetek gyártásában is szerepet kapnak.
Nagy teljesítményű állandó mágnesek létrehozásában is fontosak. Ezekre az erős mágnesekre nagy a kereslet például az UAV-k elektromos motorjainak gyártásában is.
A kerámia előállítása és az üvegpolírozás szintén fő felhasználási terület. Az La, Ce, Nd, Pr-t széles körben használják az üvegiparban oxidok és egyéb vegyületek formájában. Ezek az elemek növelik az üveg átlátszóságát.
A ritkaföldfémek árai jelentősen eltérnek, mivel mindegyiket különböző iparágakban használják. 2024-ben a legdrágább ritkaföldfém a szkandium. Az alumínium-szkandium ötvözetek keresettek a repülőgépiparban, a szkandiumvegyületeket pedig lézerek, atomerőművek magnetohidrodinamikus generátorai, napelemek és röntgentükrök gyártásához használják.
| Z (rendszám) | vegyjel | név          | etimológia                                                                         | felhasználás |
| ------------ | ------- | ------------ | ---------------------------------------------------------------------------------- | --- |
| 21           | Sc      | szkandium    | latin Skandiából " Skandináviából " , ahol az első ércet fedezték fel              | Stadionvilágítás, üzemanyagcellák, versenykerékpárok, röntgentechnika, lézer, fogászat, repülőgépipar                                        |
| 39           | Y       | ittrium      | a ritkaföldfém-érc felfedezésének helye után, Ytterby közelében, Svédországban     | Fénycsövek, LCD és plazma képernyők, LED-ek, üzemanyagcellák, Nd:YAG lézerek, szupravezetés                                                  |
| 57           | La      | lantán       | a görög lanthanein szóból                                                          | Nikkel - fémhidrid akkumulátorok, katalizátorok, részecskeszűrők, üzemanyagcellák, magas törésmutatójú üvegek                                |
| 58           | Ce      | cérium       | a Ceres törpebolygó után                                                           | autókatalizátorok, koromrészecskeszűrők, ultraibolya sugárzás elleni védőszemüvegek, polírozószerek, szilárdságnövelés, korrózióvédelem      |
| 59           | Pr      | prazeodímium |                                                                                    | Állandó mágnesek, repülőgép-hajtóművek, villanymotorok, üveg- és zománcfestékek                                                              |
| 60           | Nd      | neodímium    |                                                                                    | Állandó mágnesek (pl. villanymotorokban, szélturbinákban, mágneses rezonancia képalkotásban, merevlemezekben), üvegek, lézerek, CD-lejátszók |
| 61           | PM      | prométium    | Prométheuszról, a görög mitológia titánjáról                                       | űrszondákban és műholdakban (radioaktív elem)                                                                                                |
| 62           | Sm      | szamárium    | a szamarszkit ásvány után, amely Vaszilij Szamarszkij bányamérnökről kapta a nevét | Állandó mágnesek (diktafonokban, fejhallgatókban, merevlemez-meghajtókban), repülőgépipar, szemüveg, lézer, gyógyászat                       |
| 63           | Eu      | európium     | az americiumon kívül az egyetlen kontinensről elnevezett elem                      | LED-ek, fénycsövek, plazmatévék (piros fénycső)                                                                                              |
| 64           | Gd      | gadolínium   | Johan Gadolin (1760–1852)                                                          | Kontrasztanyagok (mágneses rezonancia képalkotás), radarképernyők (zöld foszfor), atomerőművi fűtőelemek, kohászat                           |
| 65           | Tb      | terbium      |                                                                                    | Fluoreszkáló anyagok, állandó mágnesek |
| 66           | Dy      | diszprózium  | görögül δυσπρόσιτος „hozzáférhetetlen”                                             | Állandó mágnesek (pl. szélturbinák), fluoreszkáló anyagok, lézerek, atomreaktorok                                                            |
| 67           | Ho      | holmium      | stockholmi (lat. Holmia ) vagy Holmberg kémikus                                    | Nagy teljesítményű mágnesek, lézersebészet, atomreaktorok, mikrohullámú eszközök                                                             |
| 68           | Er      | erbium       |                                                                                    | Lézer (orvosi), optikai kábel |
| 69           | Tm      | túlium       | Thulébe, mitikus sziget a világ szélén                                             | Fénycsövek, röntgentechnika, televíziók, meteorológiai eszközök                                                                              |
| 70           | Yb      | itterbium    | Ytterby svéd neve után                                                             | Infravörös lézerek, kémiai redukálószerek |
| 71           | Lu      | lutécium     | Párizs római neve után Lutetia                                                     | Pozitronemissziós tomográfia, kőolajfinomítás                                                                                                |

## Környezeti hatás
Az ilyen fémeket elsősorban azért nevezik ritkaföldfémeknek, mert tiszta formában szinte soha nem találhatók meg a természetben. Általában más elemekkel kevert ásványokban találhatók, amelyektől meglehetősen nehéz elválasztani őket. 
A ritkaföldfémek kinyeréséhez és finomításához sok erős oldószert és savat használnak, ami számos mérgező anyag felszabadulását eredményezi. Ezentúl nagy mennyiségű vizet és energiát igényel a folyamat, mivel legtöbbször magas hőmérsékleten végzik azt.
Egy tonna ritkaföldfém oxid kinyeréséhez hét-nyolc tonna ammónium-szulfátra van szükség. Baotouban, Kína legnagyobb termelőhelyén egy 10 km²-es mesterséges tóban tárolják a mérgező szennyvizet, amelynek túlfolyása a Sárga-folyóba kerül.
A Baotou melletti belső-mongol falvakban mért radioaktív szennyezés a normál szint 32-szerese (Csernobilban a normál szint 14-szerese). A kitermelési helyek körüli állatvilág gyakran elpusztul, a mezőgazdasági betakarítás meghiúsul, és az emberek rákban szenvednek. Ezek közé tartozik a hasnyálmirigyrák, a tüdőrák és a leukémia.

## Fordítás
- Ez a szócikk részben vagy egészben a Rare earth element című angol Wikipédia-szócikk ezen változatának fordításán alapul.  Az eredeti cikk szerkesztőit annak laptörténete sorolja fel. Ez a jelzés csupán a megfogalmazás eredetét és a szerzői jogokat jelzi, nem szolgál a cikkben szereplő információk forrásmegjelöléseként.